# Accademia dei Lincei
Accademia dei Lincei je italská akademie věd, jež se nachází v Palazzo Corsini na Via della Lungara v Římě. V roce 1603 ji založil vědec a přírodopisec Frederico Cesi. Byla pojmenována po rysovi (lince), jehož ostrý zrak má symbolizovat pozorovací schopnosti, jež jsou pro vědeckou práci nezbytné. Zanikla roku 1651. Akademie byla obnovena roku 1870 a stala se italskou národní vědeckou akademií. Mezi své badatelské zájmy zahrnuje i literaturu.

## První akademie
První Accademia dei Lincei, založená Federikem Cesim, nahradila první vědeckou komunitu, neapolskou Academia Secretorum Naturae, kterou zavřela inkvizice. Cesi založil akademii společně se třemi přáteli: holandským lékařem Johannesem van Heeckem (poitalštěně Giovanni Ecchio), matematikem Franceskem Stellutim a polyhistorem Anastasiem de Filiis (oba pocházeli stejně jako Cesi z Umbrie). Všichni čtyři se snažili o pochopení všech přírodních věd. Tento důraz odlišoval Lincei od většiny akademií 16. a 17. století , jež kladly důraz především na literaturu a historii.
Název dei Lincei (rysí) byl vybrán z knihy Giambattisty della Porty Magia Naturalis, na jejíž obálce byla vyobrazena tato kočkovitá šelma se slovy: "... s očima podobnýma rysu zkoumá věci, jež se odhalují tak, že když je pozoroval, může je nadšeně použít." Symboly akademie byli dva živočichové s ostrým zrakem – rys a orel. Motto, které pro ni Cesi zvolil, znělo: Minima cura si maxima vis (Chceš-li dosáhnout maximálních výsledků, dávej pozor na malé věci).

### Členové první akademie
- Federico Cesi – zakladatel
- Giovanni Demisiani – řecký teolog, chemik, matematik, vymyslel název teleskop pro nástroj, který předvedl Galileo Galilei
- Anastasio de Filiis – polyhistor
- Johannes Van Heeck – holandský lékař
- Giambattista della Porta – italský učenec, polyhistor a dramatik (k akademii se přidal v r. 1610)
- Adam Elsheimer – německý umělec
- Giovanni Faber – italský matematik, vytvořil název mikroskop
- Galileo Galilei – italský fyzik, matematik, astronom a filozof (k akademii se přidal v r. 1611)
- Johann Schreck – německý jezuita, misionář v Číně a polyhistor
- Francesco Stelluti – matematik
- Nicola Antonio Stigliola – italský filozof, architekt a lékař
- Luca Valerio – italský matematik
- Carlo Sini – italský filozof

## Znovuzaložení akademie
Roku 1801 založil opat Feliciano Scarpellini společně s Gioacchinem Pessutim Accademii Caetani, jež převzala jméno Accademie dei Lincei, skutečné oživení akademie však nastalo až v roce 1847, kdy ji papež Pius IX. znovuzaložil pod názvem Pontificia accademia dei Nuovi Lincei (Papežská akademie nových rysů).

## Accademia Nazionale Reale dei Lincei
V roce 1874 změnil Quintino Sella název akademie na Accademia Nazionale Reale dei Lincei (Národní královská rysí akademie). Výuka na akademii byla rozšířena o etické a humanitní vědy a škola si opět vydobyla vysokou prestiž, jež byla spojována s původní akademií.

### Členové
- Giusto Bellavitis
- Domenico Comparetti
- Benedetto Croce
- Albert Einstein
- Enrico Fermi
- Giovanni Gentile
- Otto Hahn
- Theodor Mommsen
- Antonio Pacinotti
- Louis Pasteur
- Max Planck
- Olinto De Pretto
- Augusto Righi
- Wilhelm Röntgen
- Ulrich von Wilamowitz-Moellendorff

## Součást Reale Accademia d'Italia
Za fašistické vlády převzala úlohu hlavní státní vědecké instituce nová Královská italská akademie (Reale Accademia d'Italia), ale ta Akademii dei Lincei zcela pohltila až v roce 1939. Po skončení 2. světové války byla její nezávislost v roce 1949 na návrh Benedetta Croceho obnovena.

## Accademia Nazionale dei Lincei
Podle usnesení z roku 1986 má být akademie složena z 540 členů. Z toho má být 180, tedy jedna třetina, Italů, 180 cizinců a 180 italských dopisujících členů. Členové akademie mají být rozděleni do dvou tříd, z nichž jedna je určena pro matematiku, fyziku a přírodní vědy, zatímco druhá pro etické, historické a filozofické vědy.
V roce 2001 došlo k dalšímu přerozdělení. Třída přírodních věd se rozdělila do pěti kategorií: na matematiku, mechaniku a aplikace, astronomii, geodézii, geofyziku a aplikace, fyziku, chemii a aplikace, geologii, paleontologii, mineralogii a aplikace a na biologické vědy a aplikace.
Etické vědy pak byly rozděleny na sedm kategorií: na filologii a lingvistiku, archeologii, kritiku umění a poezie, historii a historickou geografii, antropologii, filozofické vědy, právní vědy a na sociální a politické vědy.